# الأحياء والموتى (رواية)
الأحياء والموتى هي رواية غموض نفسي عام 1954، نُشرت في الأصل بالفرنسية وكان بمثابة أساس لفيلم ألفريد هيتشكوك عام 1958 الدوار.

## تاريخ النشر
نُشرت الرواية في الأصل في فرنسا في عام 1954. بعد إصدار فيلم هيتشكوك المقتبس في عام 1958، تمت إعادة تسمية جميع الإصدارات الفرنسية اللاحقة لتتناسب مع عنوان الإصدار الفرنسي للفيلم. 
نُشرت الرواية باللغة الإنجليزية لأول مرة بواسطة هاتشينسون تحت عنوان الأحياء والموتى في عام 1956. أعادت ديل نشرها تحت اسم دوار في عام 1958. تستخدم جميع الإصدارات الإنجليزية نفس الترجمة التي كتبها جيفري سينسبري.

## الاقتباسات

### الأفلام
الدوار (1958)، الولايات المتحدة، إخراج ألفريد هيتشكوك، وبطولة جيمس ستيوارت وكيم نوفاك.

### تلفزيون
حضور الظلال (1996)، فيلم تلفزيوني كندي فرنسي من إخراج مارك فويزارد، وبطولة باتريس ليكويير. 